# Route 426 (Islande)
Pour les articles homonymes, voir Route 426.
La route 426, en islandais Þjóðvegur 426, ou Bláalónsvegur, littéralement en français « la route du Lagon bleu », est une route islandaise reliant la route 43 au nord à Grindavík au sud. Elle permet de gagner la centrale géothermique de Svartsengi et le Lagon bleu.

## Trajet
- -  - vers Reykjavik et Keflavík
- Centrale géothermique de Svartsengi
- Lagon bleu
- Grindavík
- -  - vers la route 43 et Hafnir

## Histoire
Le 8 février 2024, une coulée de lave émise par le Svartsengi coupe la route à son extrémité nord au niveau de son intersection avec la route 43.